# داگ آلدر
داگ آلدر (انگلیسی: Doug Allder؛ زادهٔ ۳۰ دسامبر ۱۹۵۱) بازیکن فوتبال اهل بریتانیا است.
از باشگاه‌هایی که در آن بازی کرده است می‌توان به باشگاه فوتبال تورکی یونایتد، باشگاه فوتبال استاینز تاون، باشگاه فوتبال والتون اند هرشام، باشگاه فوتبال توتینگ اند میتچام یونایتد، باشگاه فوتبال میلوال، باشگاه فوتبال برنتفورد، باشگاه فوتبال واتفورد، و باشگاه فوتبال لیتون اورینت اشاره کرد.
وی همچنین در تیم ملی فوتبال زیر ۱۸ سال انگلستان بازی کرده است.